# 谷崎光
谷崎 光（たにざき ひかり）は、日本の作家。著書は『中国てなもんや商社』や『北京大学てなもんや留学記』、『日本人の値段 ― 中国に買われたエリート技術者たち』など。デビュー作の『中国てなもんや商社』は1998年に松竹で「てなもんや商社」として映画化された。2020年時点で北京在住20年。

## 来歴

### 日本時代
京都府に生まれ、大阪府で育つ。三姉妹の末っ子。大阪府立大手前高等学校出身。高校時代は作家志望で、交換日記をしたり、授業中に手紙を書いたりしていたという。武庫川女子大学文学部を中退し、京都芸術短期大学芸術造形学科で染織コースを卒業。1987年（昭和62年）からダイエーと中華人民共和国の合弁企業である貿易商社に勤務。アパレルメーカーの製品を中国の縫製工場へ委託するにあたり、谷崎は中国側との折衝を担当した。
商社は5年で退社したが、業務や人間関係に不満はなく、書くことをやりたかったと述懐している。退職後は編集者学校などに通い、親の会社でアルバイトをしたり文章を書く仕事をしたりしたという。1995年（平成7年）に原稿を文藝春秋へ自ら持ち込み、翌1996年（平成8年）に貿易商社での経験を描いたノンフィクション『中国てなもんや商社』で作家デビューする。同作の編集や販促についても、自身の希望を通したり自ら行ったりした。
なおずっと大阪在住であったが、1998年（平成10年）に東京へ転居。同年5月には『中国てなもんや商社』が「てなもんや商社」として、小林聡美主演で松竹により映画化された。また、同年にはエッセイ集『てなもんやパンチ!』も出版している。なおこの間に『オール讀物』や『本の話』、『別册文藝春秋』、『週刊文春』などに寄稿し、『諸君!』では「女の園を往く てなもんや探険隊」を連載。『世界週報』にも寄稿した。

### 北京時代
2001年（平成13年）9月に中国へ渡り、対外経済貿易大学や北京大学に留学するとともに、北京在住のまま作家を続ける（著作については「著書」節や「その他著作」節も参照。）。なお対外経済貿易大学で1年間語学を学び、北京大学の对外汉语学院（対外漢語学院 - 語学クラス）で半年、同大学经济学院（経済学院 - 経済学部）で一年半学んだという。2001年には『文藝春秋』に「北京てなもんや留学」を寄稿し、後の2007年に『北京大学てなもんや留学記』を出版している。
この間、2002年（平成14年）に初の小説集『ウェディング・キャンドル』を出版（「ラジオドラマ」節も参照）。2003年（平成15年）には『週刊文春』で「仰天・中国経済ナマレポート」を連載し、中国におけるSARS報道について『諸君!』に寄稿した。『プレジデント Online special』では「赤裸々中国」を連載。2007年（平成19年）には野村総合研究所主催のフォーラムにおけるパネルディスカッション「2010年世界からみた関西」にピーター・フランクルや蟹瀬誠一らとともにパネリストとして登壇した。
『歴史読本』では「老北京」を連載。2014年（平成26年）12月には、中国企業に雇われたのべ80人を超える日本人技術者に取材を重ね、取材に3年をかけた『日本人の値段 ― 中国に買われたエリート技術者たち』を出版。ヘッドハンティングの実際や「日本の技術者たちのジレンマ」に迫るとともに、韓国の技術者が中国に技術移転している実態も示した。2016年（平成28年）には『国が崩壊しても平気な中国人 会社がヤバいだけで真っ青な日本人』を出版し、同書内で厚黒学を紹介している。
2017年（平成29年）には『本当は中国で勝っている日本企業 なぜこの会社は成功できたのか? 』を出版。ダイヤモンド・オンラインでは2018年（平成30年）まで「谷崎光の中国ウラオモテ」を連載し、2019年（令和元年）には『NewsPicks』で「中国人が、日本人に絶対教えない話。」も連載した。2020年（令和2年）には日本政府に対する提言を『毎日新聞』に寄稿している。2020年時点で北京在住20年目。

### 一時帰国時代
2021年（令和3年）2月27日時点で日本に一時帰国して2か月。同年4月から京都芸術大学の通信教育部芸術教養学科に3年次編入し、2023年（令和5年）3月に卒業している。

## 人物・評価
『中国てなもんや商社』に記された谷崎の仕事ぶりに対して、松原隆一郎は「性根が絶対に変わらない人たちとの付き合い方が巧み」と評価。福田和也は、中国人相手の仕事は大手企業なら台湾人を仲介したり最初から「お手上げ」となるが、谷崎は「一筋縄じゃいかない人と最終的には折り合っている」と分析した。なお、谷崎は会社員時代にダイエーの中内功から社長賞を受賞している。
2007年の『北京大学てなもんや留学記』執筆時点で中国語の実力は旧HSKの高等・10級だといい、2020年時点で北京在住20年。谷崎自身は友人から「君は中国人の悪口を言うときに、本当にうれしそうだな」と言われた際に「好きで好んで異郷に来て、苦労してるんです」と答えている。東えりかは谷崎について「中国人に対する悪意はまったくない。むしろ呆れつつ尊敬していると言っていいだろう」と分析している。
2020年時点で中華人民共和国に関する記事のページビューはトップクラス。中沢孝夫は『日本人の値段』を「技術・人材育成・研究開発そして社会制度をくっきりと浮かび上がらせる優れた日中の比較論であり、かつ現代論」と評価した。また、中央大学法学部で中国研修旅行を伴う中国政治論のゼミを担当していた田中祥之は、プレゼミ合宿の予習用書籍の一つとして『中国てなもんや商社』を採用していた。
なお、池上彰は『中国てなもんや商社』を読んで「とんでもない人たちの生態を描き出す筆力と、どんなときにもユーモアを忘れない包容力に驚嘆した」といい、田辺聖子は「緻密な観察力」と人の会話・語調への強い関心、文章のセンスと構築力を評価し、「人への根源的なやさしさ」から「尽きぬ好奇心」が生まれていると分析している。

## 著書

### 大手出版社
- 『中国てなもんや商社』文藝春秋、1996年、ISBN 4163512306[59][60][61]。
  - 『中国てなもんや商社』文藝春秋〈文春文庫〉、1999年、ISBN 4167635011。
- 『てなもんやパンチ!』文藝春秋、1998年、ISBN 4163533605[27][注 3]。
- 『スチャラカ東京のオキテ』祥伝社〈祥伝社黄金文庫〉、2001年、ISBN 4396312539。
- 『今ごろ結婚しているハズが…!? 』角川書店〈角川文庫〉、2001年、ISBN 4043619014。
- 『てなもんやOL転職記』文藝春秋〈文春文庫〉2002年、ISBN 416763502X。
- 『ウェディング・キャンドル ―「私」を生きる物語』文藝春秋、2002年、ISBN 4163207503。
- 『てなもんや中国人ビジネス』講談社、2003年、ISBN 4062120488。
- 『北京の愉しみ』角川春樹事務所、2004年、ISBN 4758420378。
- 『北京大学てなもんや留学記』文藝春秋、2007年、ISBN 9784163692104。
  - 『北京大学てなもんや留学記』文藝春秋〈文春文庫〉2008年、ISBN 9784167635039。
- 『今日も、北京てなもんや暮らし』飛鳥新社、2009年、ISBN 9784870319134。
- 『感動中国！ 女ひとり、千里をいく』文藝春秋、2010年、ISBN 9784163721606。
- 『10年住んでもダマされる! 中国人の裏ルール』新人物往来社、2012年、ISBN 978-4404042811。
  - 『中国人の裏ルール』KADOKAWA〈中経の文庫〉、2014年、ISBN 9784046010698。
- 『男脳中国 女脳日本』集英社インターナショナル、2012年、ISBN 9784797672190。
- 『日本人の値段 ― 中国に買われたエリート技術者たち』小学館、2014年、ISBN 9784093883771。
- 『国が崩壊しても平気な中国人 会社がヤバいだけで真っ青な日本人』PHP研究所、2016年、ISBN 9784569827865。
- 『本当は中国で勝っている日本企業 なぜこの会社は成功できたのか? 』集英社、2017年、ISBN 9784087860887。

### Amazon kindle
- 『中国人 世界で爆買い ウラのウラ』谷崎光 電子文庫、2015年、ASIN B00UCZ0WXI。
- 『本当は怖い 中国発 イノベーションの正体』Amazon Kindle、2018年、ASIN B07HRTXM6B。
- 『中国人が日本人に絶対言わない日本旅行の意外な本音』Amazon Kindle、2020年、ASIN B08CCLWTZC。

## 原作作品

### 映画
てなもんや商社
- 1998年5月16日公開、97分、映倫番号115179
- 製作 - 松竹・フジテレビジョン、製作協力 - 大船撮影所
- 原作 - 谷崎光、監督 - 本木克英、脚本 - 榎祐平、撮影 - 長沼六男
- 出演 - 小林聡美、渡辺謙、桃井かおり、鄭浩南、香川照之、柴俊夫、鶴田忍、田中邦衛、波乃久里子ほか
- メディア - VHS版、松竹ホームビデオ、1998年11月、ASIN B00005G2V9。
- 谷崎の原作『中国てなもんや商社』を榎祐平が脚色。スタッフは中国でのロケ後、谷崎に「……いやー、ボクたち、ご本にあること、全て体験してきました」と語っており、その体験談は映画のパンフレットに「ぼんくらプロデューサーのてなもんや日記」として記されている。
- 本作は本木の映画監督デビュー作でもあり、本作で元木監督は第18回藤本賞新人賞を受賞した。元木は大学生時代に3か月の北京留学経験があり、北川れい子は書評で日本と中国における国民性や仕事のシステムの違いに触れつつ、「元木監督はムキになった演出は避け、常にどちらの味方でもないおかしみがある」と評している。

### ラジオドラマ
- 「てなもんやOL転職記」『ありがとうファミリー劇場』2002年、MBSラジオ[要出典]
- 「ウエディング・キャンドル ―私を生きる物語」『ミッドナイト・ポップライブラリー』2002年（朗読：羽田美智子）[要出典]

## その他著作

### 主な連載
- 「女の園を往く てなもんや探険隊」『諸君!』[34]
- 「仰天・中国経済ナマレポート」『週刊文春』[42][43]
- 「赤裸々中国」『プレジデント Online special』[39]
- 「【古写真】老北京（ラオ・ベイジン）」『歴史読本』[45][46]
- 「谷崎光の中国ウラオモテ」『ダイヤモンド・オンライン』[51]
- 「中国人が、日本人に絶対教えない話。」『NewsPicks』[2][52]

### 主な寄稿
『月刊しにか』、『オール讀物』、『ChuChu』、『LUCi』、『諸君!』、『週刊文春』、『別册文藝春秋』、『本の話』、『世界週報』、『文藝春秋』、『毎日が発見』、『週刊朝日』、『毎日新聞』などに寄稿している。

## 主な講演歴
- 2007年10月10日 - 未来創発フォーラム2007（野村総合研究所主催、大阪国際会議場開催）- パネルディスカッション「2010年世界からみた関西」登壇[44][注 7]
- 2015年4月24日 - 北京日本倶楽部（北京日本人会）定時総会・作家谷崎光さん講演会[48][50]「北京てなもんや文筆生活 －作家が語る、一冊の本ができるまで」[79]